# Entrambasaguas (Cantabria)
Entrambasaguas es un municipio y localidad española de la comunidad autónoma de Cantabria, situado en la comarca de Trasmiera. Limita al norte con los municipios de Marina de Cudeyo y Ribamontán al Monte, al oeste con Medio Cudeyo y Riotuerto, al sur con Ruesga y al este con Solórzano. 

## Geografía
Integrado en la comarca de Trasmiera, se sitúa a 21 kilómetros a Santander. 
El relieve es irregular, de predominio montañoso y rico en praderas, con pendiente ascendente hacia el sur. Los picos más importantes son El Moro (279 metros), Alto del Portillón (445 metros) y El Cueto (563 metros). La altitud oscila entre los 563 metros en el extremo sur (El Cueto) y los 15 metros al norte, a orillas del río Miera. La capital del municipio se alza a 45 metros sobre el nivel del mar. 
| Noroeste: Marina de Cudeyo | Norte: Ribamontán al Monte | Nordeste: Ribamontán al Monte y Solórzano |
| Oeste: Medio Cudeyo        |                            | Este: Solórzano                           |
| Suroeste: Riotuerto        | Sur: Riotuerto             | Sureste: Ruesga                           |

### Naturaleza
Entrambasaguas se encuentra en el interior de Cantabria, pero cerca de la costa. El relieve es suave, sin grandes alturas y dedicado el territorio a pradería. El territorio es cretácico, con numerosas cavidades. El punto más destacado es el Monte Vizmaya, con 249 m s. n. m., desde el que pueden tenerse vistas panorámicas sobre el municipio. Puede subirse desde Hoznayo y también desde la carretera que une el barrio de Elechino y Santa Marina. 
Recorren este municipio diversas corrientes de agua, de donde deriva su nombre. Los dos ríos destacados de este municipio son el Miera, uno de los principales de Cantabria, y su afluente, el Aguanaz. El río Miera es un LIC. En Hoznayo se encuentra la Fuente del Francés, que fue un balneario de aguas termales en el siglo XIX. Hay un árbol singular, el Castaño de Entrambasaguas.

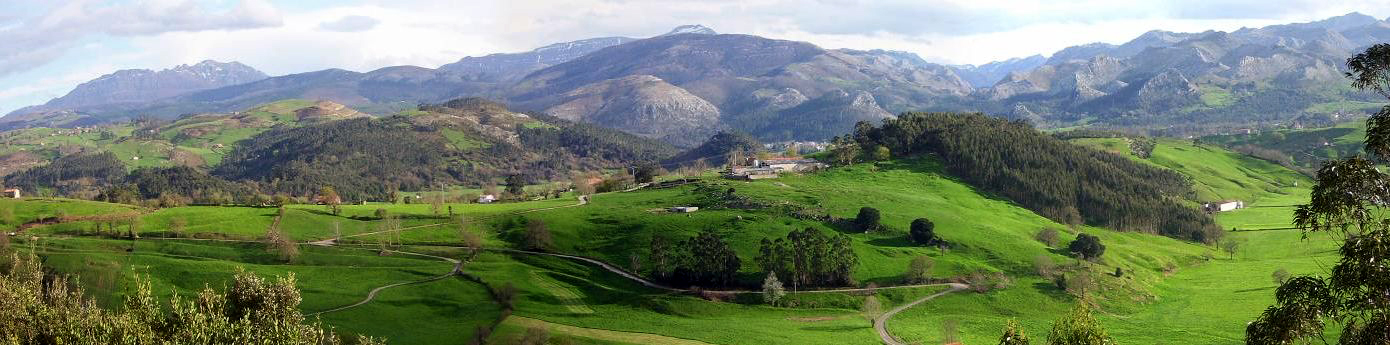
Panorámica desde la localidad de Santa Marina

## Historia
Este territorio estuvo habitado desde la Prehistoria, habiéndose encontrado yacimientos del Paleolítico como la cueva de Recueva o la cueva del Francés, ambas en Hoznayo a la Edad del Bronce. En la Edad Media comenzó este lugar a ser llamado «Entre ambas aguas», refiriéndose probablemente a los diversos cursos de agua que hay, siendo el principal el río Aguanaz. La primera mención de este municipio es de 1210, en el Cartulario de Santa María del Puerto de Santoña. 
Formó parte de la Merindad de Trasmiera. Este territorio quedó dentro de la Junta de Cudeyo, parte del Corregimiento de las Cuatro Villas de la Costa de la Mar. El ayuntamiento constitucional se formó en 1822, durante el Trienio Liberal; formaba parte del partido judicial de Liérganes, entonces existente, y no incluía la localidad de El Bosque. En 1835 El Bosque pasó a formar parte de Entrambasaguas y se creó un partido judicial propio. Después pasó al partido de Santoña y, más tarde, al de Santander, para estar actualmente integrado en el de Medio Cudeyo.

## Demografía
Entrambasaguas cuenta con una población de 5628 habitantes (INE 2024).
| Gráfica de evolución demográfica de Entrambasaguas entre 1842 y 2021                                                |
| |
| Población de derecho según los censos de población del INE Población de hecho según los censos de población del INE |

### Transporte y comunicaciones

#### Carretera
Por el término municipal de Entrambasaguas discurren las siguientes vías pertenecientes a la Red de Carreteras del Estado:
- A-8: autovía del Cantábrico, entre los puntos kilométricos 195 y 198, aproximadamente. En dicho tramo sesitúan los enlaces de Hoznayo (este y oeste) que conectan con las carreteras N-634, CA-146 y CA-423.
- N-634, entre los puntos kilométricos 194 y 198, aproximadamente, que se corresponde con el Alto de Marín y el cruce sobre el río Miera.

También discurren las siguientes carreteras de la Red Primaria de Carreteras de Cantabria:
- CA-146: Hoznayo - Galizano
- CA-161: Solares - La Cavada de la que únicamente 420 metros discurren por el municipio de Entrambasaguas

Y las siguientes carreteras de la red local:
- CA-422: Orejo - Villaverde de Pontones
- CA-423: Fuente del Francés - Villaverde de Pontones
- CA-424: Hoznayo - Villaverde de Pontones
- CA-651: Alto Marín - La Cavada
- CA-652: Hoznayo - Riaño

Autobuses

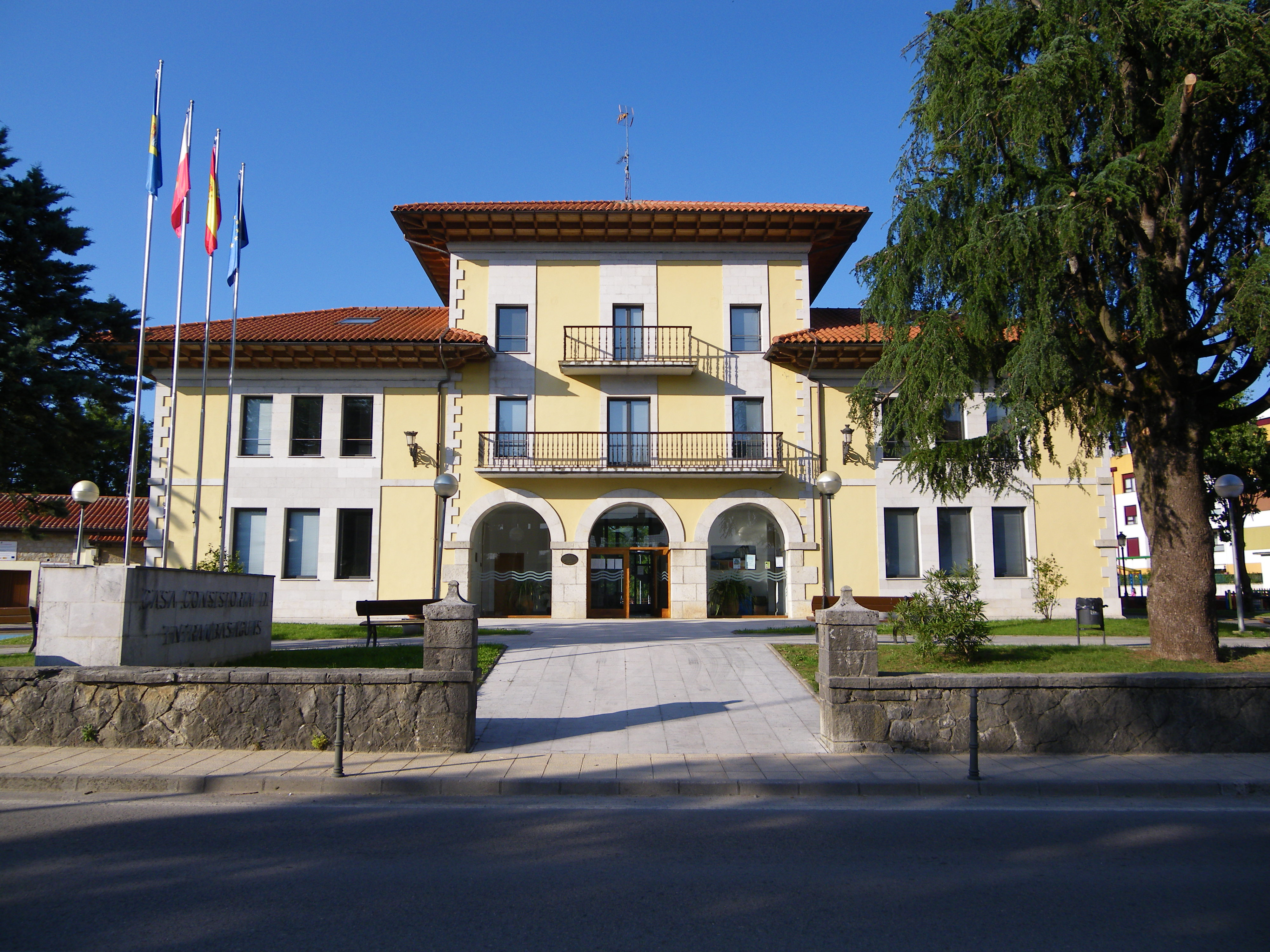
Ayuntamiento de Entrambasaguas

La siguiente línea de transporte público comunica distintas localidades de este municipio:
- Turytrans: Solares - Riaño

#### Ferrocarril
Por el paraje de Mies La Vega, situado al norte del término municipal, y a lo largo de 850 m, discurre un tramo de la línea de ancho métrico de Adif de Santander-Bilbao, sin contar con ninguna estación.

## Administración y política

### Gobierno municipal
Mª Jesús Susinos Tarrero (PP) es la actual alcaldesa del municipio.
| Partido político                         | 2023  | 2023  | 2023       | 2019  | 2019  | 2019       | 2015  | 2015  | 2015       | 2011  | 2011  | 2011       | 2007  | 2007  | 2007       |
| Partido político                         | Votos | %     | Concejales | Votos | %     | Concejales | Votos | %     | Concejales | Votos | %     | Concejales | Votos | %     | Concejales |
| Partido Popular (PP)                     | 1488  | 47,69 | 8          | 1629  | 56,83 | 8          | 1319  | 49,61 | 6          | 1638  | 63,83 | 8          | 1323  | 61,53 | 7          |
| Unidos por Entrambasaguas (UPE)          | 897   | 28,74 | 4          | —     | —     | —          | —     | —     | —          | —     | —     | —          | —     | —     | —          |
| Partido Regionalista de Cantabria (PRC)  | 193   | 6,18  | 1          | 545   | 19,01 | 3          | 944   | 35,5  | 4          | 572   | 22,29 | 2          | 371   | 17,26 | 2          |
| Izquierda Unida (IU)                     | 186   | 5,96  | 0          | 196   | 6,83  | 1          | —     | —     | —          | —     | —     | —          | —     | —     | —          |
| Partido Socialista Obrero Español (PSOE) | 156   | 5,00  | 0          | 267   | 9,31  | 1          | 293   | 11,02 | 1          | 264   | 10,29 | 1          | 224   | 10,42 | 1          |
| AVDC                                     | —     | —     | —          | —     | —     | —          | —     | —     | —          | —     | —     | —          | 200   | 9,3   | 1          |

### Organización territorial
- El Bosque
- Entrambasaguas (capital)
- Hornedo
- Hoznayo
- Navajeda
- Puente Agüero
- Santa Marina

## Cultura

### Patrimonio

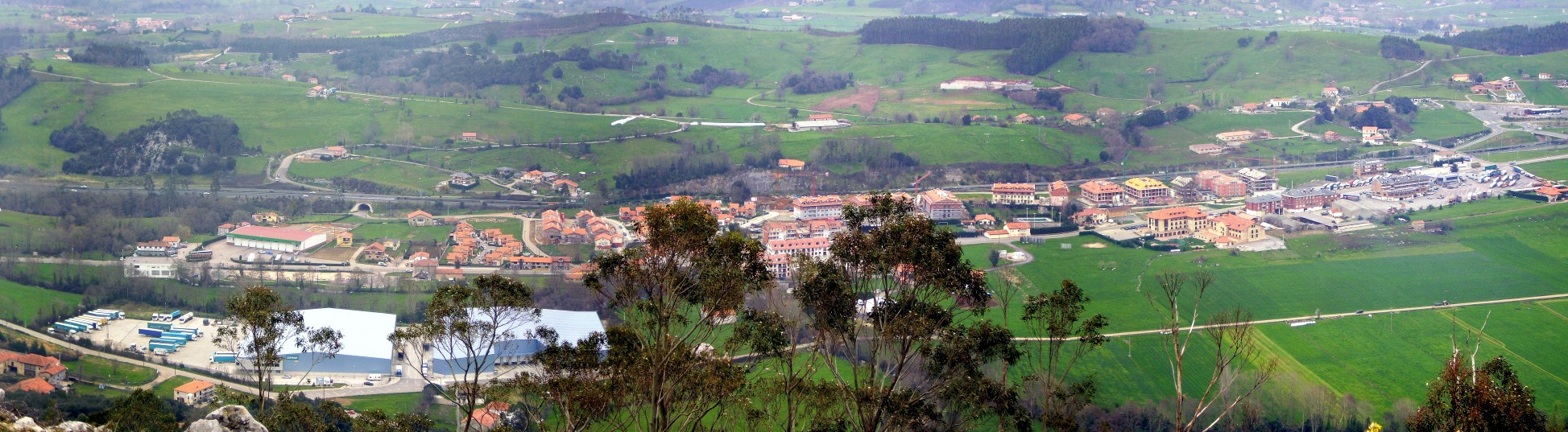
Hoznayo

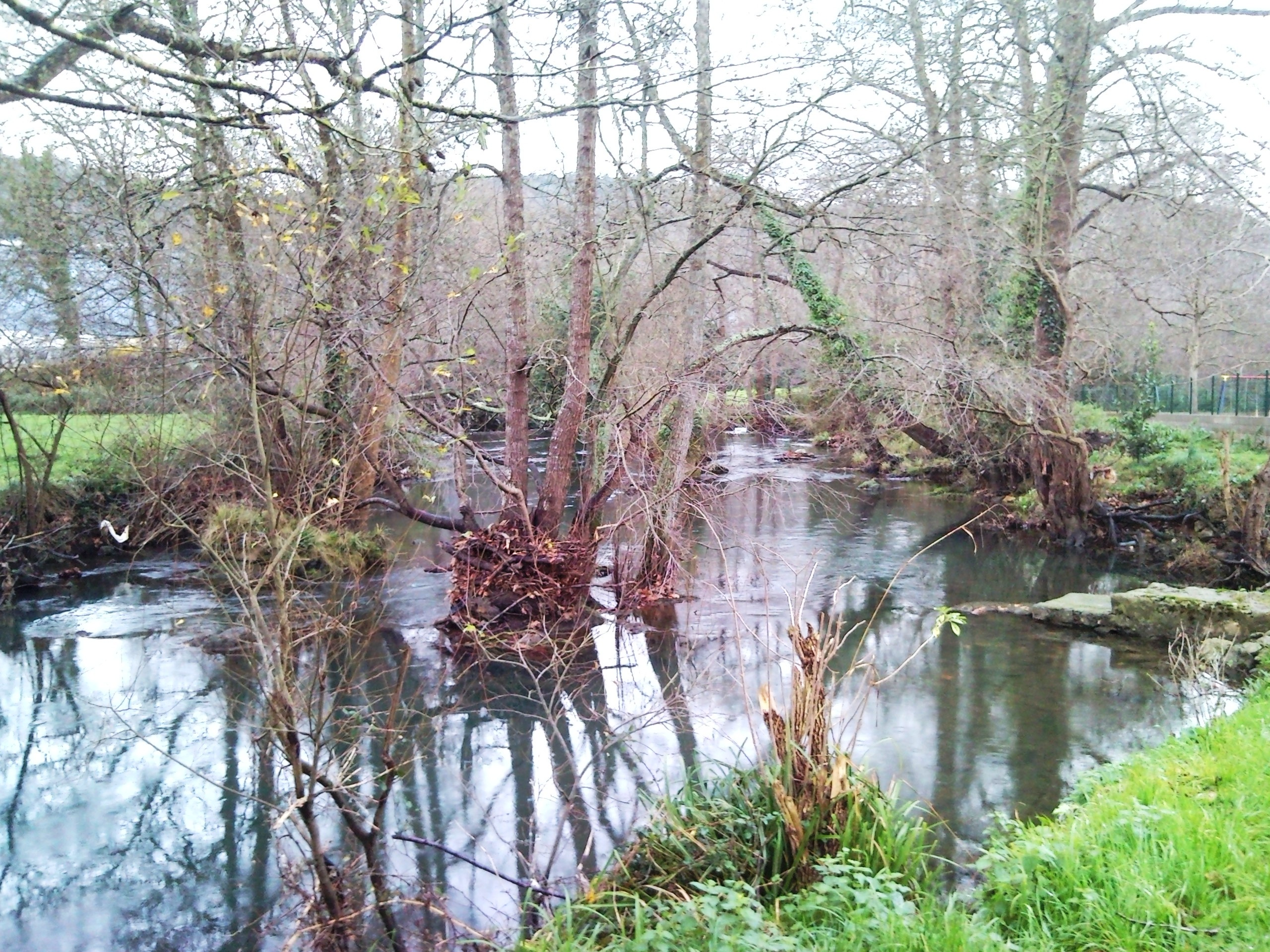
Río Aguanaz

Existen en este municipio dos Bienes de Interés Cultural:
- Palacio de los Acebedo en Hoznayo, que data del siglo XVII. Tiene una fachada entre dos torres con planta cuadrada. Se considera que pertenece al estilo renacentista herreriano. Está junto a la carretera CA-652, en el cruce de Hoznayo.
- Palacio de los Fernández de Velasco, formado por una casona de mediados del siglo XVII y una casa-torre adosada que es de finales del siglo XVIII. Se considera que pertenece al estilo «Clasicismo regional». Está a las afueras de Entrambasaguas, en la carretera CA-651 que la une con Hoz de Anero.

Además, hay tres bienes inventariados:
- La Fuente del Francés, en Hoznayo.
- Un Molino maquilero o de aceña.
- Varias Portaladas.